# 國際音樂文獻資源總目
國際音樂文獻資源總目（简称RISM）是一個國際性非營利組織，1952年於巴黎成立，以完善紀錄全世界現存音樂文獻資源為宗旨。該組織是同類機構中規模最大，並且是唯一全球運作的書面音樂文獻資源記錄組織。 在成立不久後，A. H. King即稱讚RISM為「針對人文領域內任何主題資料來源所進行過的長期規劃中最果敢的壯舉。」
總目記錄的音樂文獻資源是音樂手稿或印刷樂譜，或有關音樂的著作與劇本。這些資源儲存在圖書館、檔案館、宗教機構、學校與私人收藏。RISM紀錄現存物品及其保存地點，被專家公認為記錄全世界音樂文獻資源的關鍵場所。
RISM編纂完整目錄的工作滿足了兩項目的：一是保護音樂文獻免於流失，二是讓學者與音樂演奏家可以取用這些文獻。

## 組織

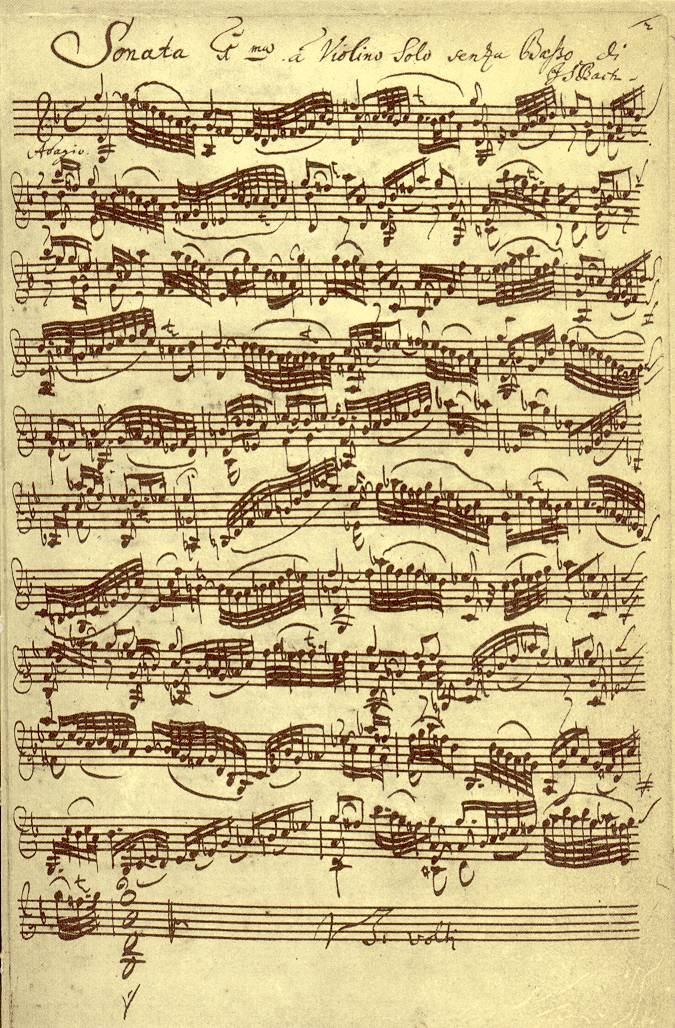
約翰·塞巴斯蒂安·巴哈：無伴奏小提琴奏鳴曲, BWV 1001

RISM計劃是由遍佈在超過35個國家的多個RISM工作小組共同參與，約有100位人員投入此一工作，將各國收藏的音樂資源進行編目，並將成果上傳到位於法蘭克福的中心辦公室 (RISM Zentralredaktion)，由中心辦公室進行編輯與出版。
RISM工作小組目前分布於下列城市：
- 澳洲：阿德莱德
- 奧地利：因斯布鲁克、萨尔茨堡和維也納
- 白俄羅斯：明斯克
- 比利時：布鲁塞尔-首都大区和鲁汶
- 巴西：巴伊亞州、巴西利亚、坎皮纳斯、里约热内卢和聖保羅 (巴西)
- 加拿大：伦敦
- 中华人民共和国：北京和上海
- 克羅埃西亞：萨格勒布
- 捷克共和國：布拉格
- 丹麥：哥本哈根
- 愛沙尼亞：塔林
- 芬蘭：圖爾庫
- 法國：巴黎
- 德國：德累斯顿和慕尼黑
- 希臘：塞萨洛尼基
- 香港：香港
- 匈牙利：布达佩斯
- 愛爾蘭：沃特福德 (芒斯特省)
- 義大利：米蘭和罗马
- 日本：東京都
- 拉脫維亞：里加
- 立陶宛：维尔纽斯
- 荷蘭：海牙
- 挪威：特隆赫姆
- 波蘭：格但斯克、卢布林、华沙、弗罗茨瓦夫
- 葡萄牙：里斯本
- 羅馬尼亞：布加勒斯特
- 俄羅斯：莫斯科和圣彼得堡
- 斯洛伐克：布拉迪斯拉发
- 斯洛伐尼亞：卢布尔雅那
- 西班牙：巴塞罗那
- 南韓：首爾
- 瑞典：斯德哥尔摩
- 瑞士：伯尔尼
- 中華民國：臺北市
- 土耳其：伊斯坦堡
- 烏克蘭：基輔和利沃夫
- 英國：伦敦
- 美國：剑桥

RISM Zentralredaktion與德國工作小組的主要資金來源是德國科學與人文學院聯盟； 各國工作小組的資金來源與財務運作均各自獨立。

## 出版
RISM的出版可以分成以下幾個系列：
- A系列：依作曲家編排
- B系列：依主題編排
- C系列：音樂圖書館索引

除此之外，工作小組可自行制定方案以記錄那些存在於各自國家中的文獻。

## RISM A/I系列 – 印刷樂譜
RISM A/I系列  西元1800年以前的個人作品印刷品  記錄西元1500-1800年作曲家作品的印刷樂譜。本系列9冊（出版於西元1971–1981年）記錄了來自2,178間圖書館、7,616位作曲家的78,000多種印刷版本。另有新增版4冊出現在1986-1999年間，以及2003年出版，列出出版商、印刷廠、雕刻師與出版地的索引1冊。RISM A/I系列各冊全部由卡塞爾（Kassel）的貝倫賴特出版社所出版。CD-ROM光碟同是由貝倫賴特在2012年底出版，CD-ROM資料也於2015年納入線上目錄。此系列按作曲家姓名的字母順序排序，只包含獨立出版、以及單一作曲家的印刷樂譜。作品合輯（多位作曲家的作品選集）則出版於RISM B系列。
每筆記錄包含以下資訊：
- 作曲家姓名
- 作品或目錄編號（如果有）
- 印刷品標題
- 形式—例如樂譜、分譜或鋼琴譜
- 出版地
- 出版商
- 出版年份（如果可能）
- 收藏該文件的圖書館名單

A/I 系列可從線上目錄取得，以往則有印刷本（2012年出版）或CD-ROM光碟（2015年出版）。 此類目錄除了為研究者與表演者打開通往原始資料的道路，對其他興趣與查詢用途而言，也相當具有吸引力。例如，研究某個音樂作品接受度之際，還可以在許多主題上獲得洞見。方法之一是找出某個作曲家的音樂在其身後的評價。要找到答案，重要的是知道他有多少件作品、以及哪些作品曾經重新發行。

## RISM A/II系列 – 音樂手稿
RISM A/II系列  1600年以降的音樂手稿  僅列出手寫音樂稿，並依據包含一百多個欄位的統一編目標準提供詳細描述。目前約有27,000位作曲家，917,000則作品條目 (至2015年11月止，數量持續增加中)，但世界現存音樂手稿的總數量應遠超過此數字。
這些條目來自900多間圖書館，遍布37個國家： 
澳大利亞、奧地利、白俄羅斯、比利時、巴西、加拿大、中國、克羅埃西亞、捷克共和國、丹麥、芬蘭、羅馬尼亞、俄羅斯、瑞典、瑞士、斯洛伐克、斯洛維尼亞、南韓、西班牙、烏拉圭、烏克蘭、英國、美國與委內瑞拉。這使得RISM資料庫成為目前此領域內涵蓋最廣的可存取紀錄。
RISM資料庫自2010年6月起在網路上免費提供。線上查詢目錄可透過網際網路的RISM線上目錄或RISM網站。該目錄由RISM與巴伐利亞省立圖書館 (Bayerische Staatsbibliothek) 、柏林省立圖書館 (Staatsbibliothek zu Berlin) 合作提供。CD-ROM版本的累積資料庫是由慕尼黑的K. G. Saur 製作發行，但是在2008年停止出版。訂閱資料庫目前仍可透過EBSCO (之前則是透過NISC) 主機取得。
目錄的條目詳細描述各項作品。其中包含作曲家資訊 (包含生卒年)、標題、配器，以及音樂學文獻參考資料。手稿本身的詳細說明包含抄寫員、原本地點與時間、歌詞作者、歷代持有人、受奉獻者等。此外，許多作品也可以用音樂作品重要章節的開頭幾個音或小節查詢。
各式各樣的搜尋對話方塊可提供欄位瀏覽或查詢的功能。亦可透過組合特定索引提出特定問題以找到答案。例如，使用「海頓」及「彌撒曲集」可以立即取得儲存在RISM的相關資訊。想要確認一段不知名作品或某作品的片段時，譜例搜尋就是很有價值的工具。使用這項工具時，搜尋者要輸入該作品的開頭幾個音符。
資料庫提供的資訊不僅是至今仍廣為人知的作曲家的作品流佈情況，這座知識寶庫還包含當時曾受高度肯定、但目前鮮為人知或被遺忘的創意音樂家。這使得這座資料庫成為音樂史學者的無價之寶，也讓演奏家有可能「挖掘」並重新發現許多事情。

## RISM B系列
RISM B系列  是系統化、記錄自成一套的音樂文獻資源。B系列各冊資料是由慕尼黑的G·亨乐出版社發行。此外，涵蓋西元1500-1550年的B/I部分可在線上目錄查詢。 B系列內容包含：
- B/I與B/II：16至18世紀作品選集 (Recueils imprimés XVIe–XVIIIe siècles) (2冊)。
- B/III：卡洛琳王朝時期 (Carolingian Era) 到西元1500年間的音樂理論。手稿的敘述性目錄 (6冊)。
- B/IV：11到16世紀複音音樂的音樂手稿 (Handschriften mit mehrstimmiger Musik des 11. bis 16. Jahrhunderts) (5冊，增訂1冊)。
- B/V：插句 (Tropes) 與序列的手稿 (Tropen- und Sequenzenhandschriften)。
- B/VI：關於音樂的印刷文稿 (Écrits imprimés concernant la musique) (2冊)。
- B/VII：15到18世紀魯特琴與吉他指法譜手稿 (Handschriftlich überlieferte Lauten- und Gitarrentabulaturen des 15. bis 18. Jahrhunderts)。
- B/VIII：德國教會歌曲 (Das Deutsche Kirchenlied) (2冊, Kassel: Bärenreiter)。
- B/IX：希伯來文獻資源 (2冊)。
- B/X：約西元900–1900年間的阿拉伯文音樂理論著作 (2冊)。
- B/XI：古希臘音樂理論。手稿分類目錄。
- B/XII：音樂相關的波斯文手稿 (Manuscrits persans concernant la musique)。
- B/XIII：16-18世紀波西米亞、斯洛伐克、波蘭與塞爾維亞的音樂印刷品 (Hymnologica Slavica. Hymnologica Bohemica, Slavica, Polonica, Sorabica. Notendrucke des 16. bis 18. Jahrhunderts)。
- B/XIV：關於遊行聖歌的作品手稿 (Les manuscrits du processionnal) (2冊)。
- B/XV：約西元1490-1630年間西班牙、葡萄牙與拉丁美洲的複音彌撒曲 (Mehrstimmige Messen in Quellen aus Spanien, Portugal und Lateinamerika, ca. 1490-1630)。
- B/XVI：峇里島貝葉經手稿分類註釋目錄。

## RISM C系列
RISM C系列  音樂研究圖書館標題目錄  全5冊，列舉所有音樂圖書館、檔案室與私人收藏的音樂史料。 RISM-Bibliothekssigel Gesamtverzeichnis 專冊(RISM 圖書館縮寫：完整索引) 首次於1999年出版，從2006年起在RISM網站上定期提供更新版本，並且從2011年起提供可搜尋的線上資料庫。
RISM使用一系列縮寫詞代表音樂文稿所在的特定圖書館或音樂院。例如，"I-MOe" 代表 "Italy-Biblioteca Estense Universitaria, Modena."

## 誰使用RISM
- 音樂學研究者：可搜尋研究所需要的原始資料，並以RISM提供的資料為基礎，進行主題式索引、樂譜版本搜集或其他資訊。[7]
- 音樂表演者：發掘常規音樂會曲目以外較少為人知的作品。
- 圖書館員：作為音樂文獻書目的培訓教材；並可檢索原始資料是否有額外的副本存在於其他機構。
- 學生：搜尋原始參考資料以完成作業或寫作論文。
- 古樂譜商：查詢現存古舊、珍稀樂譜印本的存世數量。

## 延伸閱讀
- Brook, Barry S. and Richard J. Viano. "The Thematic Catalogue in Music: Further Reflections on its Past, Present and Future." In Foundations in Music Bibliography, edited by Richard D. Green, 27-46. New York: Haworth Press, 1993.

- Falletta, Martina, Renate Hüsken and Klaus Keil, eds. RISM: Wissenschaftliche und technische Herausforderung musikhistorischer Quellenforschung im internationalen Rahmen. Academic and Technical Challenges of Musicological Source Research in an International Framework. Studien und Materialien zur Musikwissenschaft 58. Hildesheim: Olms, 2010.ISBN 978-3-487-14431-3

- Heckmann, Harald. "Das Répertoire International des Sources Musicales (RISM) in Geschichte, Gegenwart und Zukunft," in Wege und Spuren. Verbindungen zwischen Bildung, Wissenschaft, Kultur, Geschichte und Politik. Festschrift für Joachim-Felix Leonhard, ed. Kelmut Knüppel et al. (Berlin: Verlag für Berlin-Brandenburg GmbH, 2007): 597-605.

- Jaenecke, Joachim. "RISM: Eine Fundgrube für verschollen geglaubte Musikdrucke aus Deutschland" ("RISM: A Treasure Trove of German Music Prints Thought to be Gone"). In Im Dienste der Quellen zur Musik. Festschrift Getraut Haberkamp. Ed. Paul Mai, 3-11. Bischöflichen Zentralbibliothek Regensburg: Tutzing, 2002.

- Keil,Klaus. "Report 2010." Acta Musicologica LXXXIII (2011), 161-168. Also available online.[8]

## 相關連結
- 國際音樂文獻資源總目官網(Official website) （页面存档备份，存于）
- 國際音樂文獻資源總目線上目錄(RISM Online Catalogue) （页面存档备份，存于）